# Stadio (quotidiano)

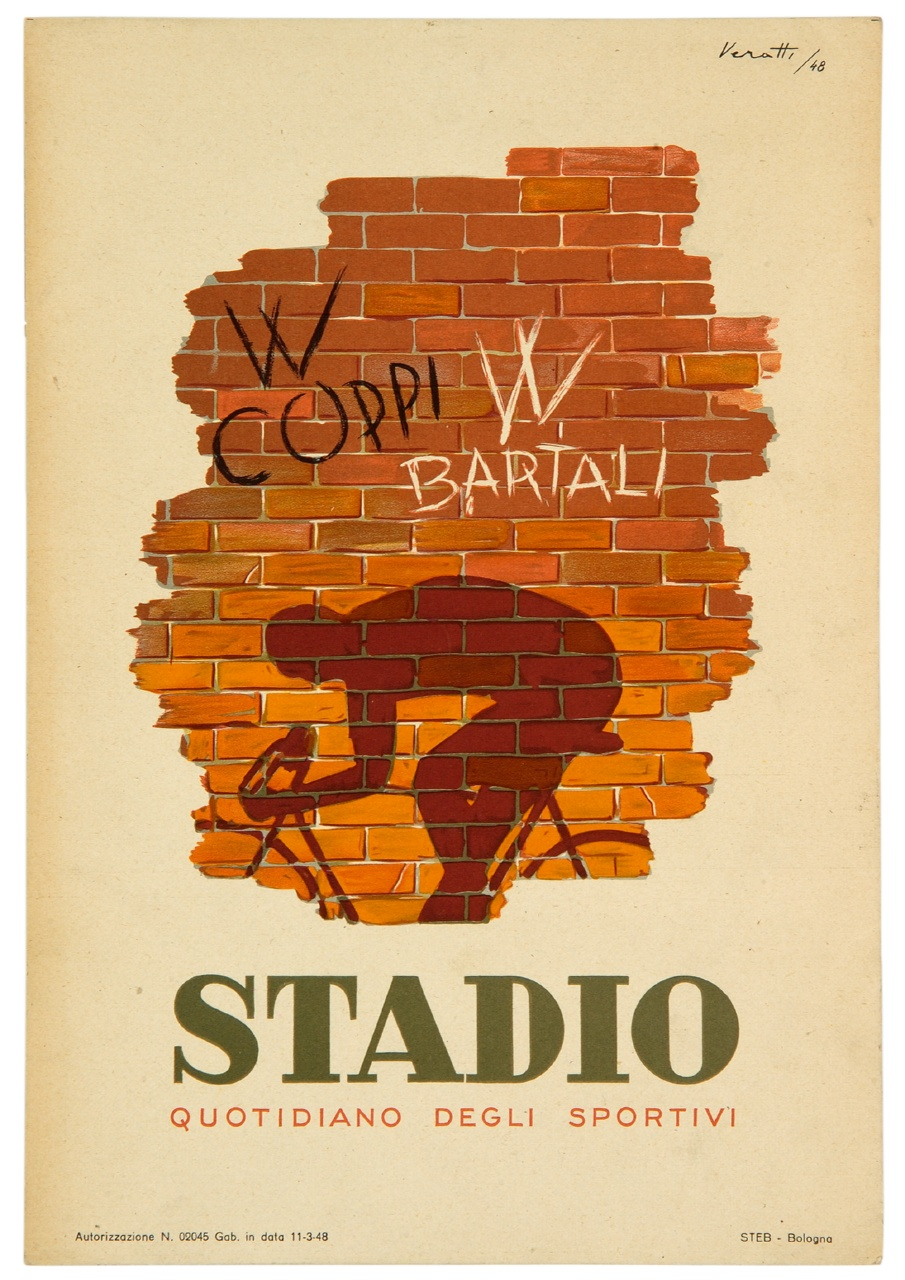
Locandina pubblicitaria del 1948

Stadio (in origine Lo Stadio) è stato un periodico sportivo (settimanale, poi quotidiano) pubblicato a Bologna dal 1945 al 1977.

## Storia
Fondato da Luigi Chierici, esperto di ciclismo e decano dei cronisti sportivi dell'Emilia, e Remo Roveri, apparve per la prima volta in edicola il 30 luglio del 1945 come inserto settimanale del quotidiano "Giornale dell'Emilia" (testata con cui usciva «il Resto del Carlino» nell'immediato dopoguerra). Stampato su carta azzurrina, usciva tutti i lunedì. Lo stesso Luigi Chierici ne fu il responsabile. Vicino alla testata era raffigurato, stilizzato, lo Stadio di Bologna. A tre mesi dalla prima uscita cambiò la periodicità divenendo bisettimanale (sabato e lunedì i giorni di pubblicazione) e il colore della carta passò al verde. Altri tre mesi e Stadio divenne trisettimanale, aggiungendo il numero del mercoledì.
Nel 1948 un numero del lunedì raggiunse le centomila copie, convincendo Chierici e Roveri a svincolarsi dal "Giornale dell'Emilia". Stadio cambiò periodicità da settimanale a quotidiano, e divenne una pubblicazione autonoma (15 marzo 1948). Negli anni cinquanta organizzò il Motogiro d'Italia. Dopo la soppressione del Motogiro (causata dagli incidenti, anche mortali, che si verificarono sulle strade), il calcio divenne lo sport predominante del giornale. Negli anni si affermò al di là dei confini regionali arrivando ad essere il quotidiano sportivo più venduto in Emilia-Romagna e nella fascia centro-nord dell'Adriatico, ed uno dei quattro maggiori quotidiani sportivi a livello nazionale, insieme al «Corriere dello Sport» e alla «Gazzetta dello Sport». Negli anni sessanta il redattore capo era Aldo Bardelli.
Nel 1966 il giornale fu rilevato dall'industriale Attilio Monti, in un'operazione che comprendeva l'acquisto dei principali quotidiani di Bologna, Firenze e Livorno. Il nuovo redattore capo fu Luciano Parisini. Aldo Bardelli lasciò Bologna per andare a Milano alla Gazzetta dello Sport. Il gruppo editoriale Monti sperimentò proprio su «Stadio» la tecnologia di stampa in offset e l'utilizzo del colore nelle pagine. Nel 1969 il quotidiano fu trasferito dalla sede originaria in via Montebello (dove Monti costruì un albergo di lusso) nell'attuale sede al confine tra Bologna e Castenaso lungo la Strada San Vitale. Nel 1970, su invito dell'editore, Luigi Chierici lasciò la direzione; gli successe Dino Biondi, proveniente dal Resto del Carlino.
Nel 1976 Lo Stadio, direttore Adalberto Bortolotti e redattore capo Paolo Facchinetti, vendeva 89 000 copie giornaliere, con punte di 150.000 il lunedì.
Nel 1977 il giornale venne acquistato da Francesco Amodei, proprietario del Corriere dello Sport, che voleva espandere il proprio bacino di lettori al Nord, dove il suo quotidiano era poco presente. Amodei decise di unificare le due testate creando la nuova pubblicazione denominata Corriere dello Sport - Stadio (11 settembre 1977). Per ovvie ragioni di economie di scala, la redazione di Bologna fu drasticamente ridimensionata; tutte le attività di grafica e di impaginazione furono trasferite a Roma.
Nella prima pagina, per mantenere visivamente le due testate originarie, venne adottato un artificio grafico: la sovrapposizione dei due nomi - scritti Stadio in verde e Corriere dello sport in rosso - uno con colore pieno e in primo piano, l'altro solo contornato in secondo piano, e viceversa, secondo le zone di distribuzione. A ciò per molti anni corrisposero due edizioni in parte diverse, dette la verde (Stadio) per il Nord e la rossa (Corriere) per Roma e il Sud, con foliazioni dedicate ai territori. Per esempio, nel 1988, 11 edizioni regionali e 14 pagine di cronaca locale, stampate in cinque centri.
Il giornale detenne per 24 anni il record italiano di copie vendute: 1.695.966, raggiunto lunedì 12 luglio 1982, all'indomani della vittoria dei mondiali di calcio in Spagna da parte degli azzurri. Fu superato nel 2006 dalla Gazzetta dello Sport in analoga occasione, cioè quando la nazionale italiana rivinse i mondiali di calcio, in Germania.

## Direttori
Responsabile del supplemento «Stadio» del Resto del Carlino:
- Luigi Chierici (30 luglio 1945 - marzo 1948)

Direttore responsabile di «Stadio»:
- Luigi Chierici (15 marzo 1948 - 1970)
- Dino Biondi (1971-1975)
- Adalberto Bortolotti (1975 - 10 settembre 1977)